# ワイエルシュトラスの予備定理
数学のワイエルシュトラスの予備定理（ワイエルシュトラスのよびていり、英: Weierstrass preparation theorem）とは、多変数の複素解析関数を特定の点 P で調べるときに使われる多変数複素関数論の定理である。定理の主張は、任意の多変数の複素解析関数は、P
でゼロにならない関数の乗算による違いを除いて、1つ選んだ変数
z
の多項式で書けて、その多項式はモニックかつ低次数項の係数は
P
でゼロになる残りの変数についての解析関数として取れる、というものである。
この定理はワイエルシュトラスの1879年の出版物の中で公表された（講義の中では1860年から取り入れていた）。
この定理には数々の変形版がある。共通するアイデアは、考えている環 R の元を可逆元
u
とワイエルシュトラス多項式と呼ばれる特別な種類の多項式
w
の積
u·w
に分解するという点である。ワイエルシュトラスの準備定理と呼ばれることもある。
カール・ジーゲルは、この定理にカール・ワイエルシュトラスの名前がついているのは19世紀後半の Traités d'analyse で正当な理由の説明もなくそうされたからであるとして、ワイエルシュトラスの名を冠することに異議を唱えた。

## 複素解析的関数
1変数の解析関数
f (z)
は原点のまわりで局所的に
zkh(z)
とかけた。ここで
h
は原点で0にならない解析関数で、k
は
f の原点における零点の重複度である。これを一般化したものがワイエルシュトラスの予備定理である。(z, z2, ..., zn)
を複素変数とする。最初の変数は特に z とかいている。解析関数
gi(z2, ..., zn)
で
gi(0, ..., 0) = 0
となるものを係数とする多項式
zk + gk−1zk−1 + ... + g0
をワイエルシュトラス多項式と呼ぶ。
解析関数 f が
f (0, ..., 0) = 0
であり
f (z, z2, ..., zn)
を冪級数と見たとき z だけが現れる項があったとする。このとき、原点で0ではない解析関数
h
とワイエルシュトラス多項式
W
が存在して、(0, ..., 0) の周りで局所的に
f (z, z2, ..., zn) = W(z)h(z, z2, ..., zn)
とかける、という主張がワイエルシュトラスの予備定理である。
これからすぐに、
原点 (0, ..., 0)
の周りの
f
の零点は、任意の小さな
z2, ..., zn
とそれに対する方程式
W(z) = 0
の解の組であることがわかる。解の個数は
W
の
z
についての次数に等しい。z2, ..., zn
を連続的に動かすと、対応する z は枝状に動く。特に f は孤立零点を持ち得ない。

### 除法定理
関連する定理に、ワイエルシュトラスの除法定理（Weierstrass division theorem）というものがある（割算定理ともいう）。これは、f と g を解析関数で
g が次数 N のワイエルシュトラス多項式だったとすると、ある一意的に定まる h と j が存在して
f = gh + j
と書けるというものである。ここで
j は
次数が N
未満の多項式である。予備定理は除法定理の系として証明されることが多い。逆に、予備定理から除法定理を証明することもできるので、2つの定理は実際には同値である。

### 応用
ワイエルシュトラスの予備定理を使って
n 変数の解析関数の芽の環はネーター環であることを証明できる。
このことは
リュッケルト基底定理（Rückert basis theorem）とも呼ばれている。
次の定理もワイエルシュトラスの予備定理を使って証明される。
- 岡の連接定理[6]
- アルティンの近似定理（英語版）[7]。形式的冪級数環に対するワイエルシュトラスの割算定理が証明に用いられる。

## 滑らかな関数
滑らかな関数についても同様の予備定理がある。これは深い結果で、ベルナール・マルグランジュによって証明されたのでマルグランジュの準備定理と呼ばれている。これに対応する除法定理もあり、こちらにはジョン・マザーの名前が冠されている。

## 完備局所環係数の形式的冪級数
完備局所環
A
の元を係数とする形式的冪級数環についても同様の定理があり、これもワイエルシュトラスの予備定理と呼ばれている。{\displaystyle f=\sum _{n=0}^{\infty }a_{n}t^{n}\in A[[t]]}
を冪級数で少なくとも1つの係数
{\displaystyle a_{n}}
は
A
の極大イデアル
{\displaystyle {\mathfrak {m}}}
に含まれないものとする。このとき、一意的に定まる {\displaystyle A[[t]]}
の可逆元 u と多項式
{\displaystyle F=t^{s}+b_{s-1}t^{s-1}+\dots +b_{0}}
で係数が
{\displaystyle b_{i}\in {\mathfrak {m}}}
となるものが存在して
{\displaystyle f=uF}
が成り立つ。この F のように、モニックで低次の項の係数が極大イデアルに含まれる多項式は特殊多項式（distinguished polynomial）と呼ばれる。{\displaystyle A[[t]]}
も完備局所環であるから、繰り返しこの分解を使うことによって、多変数の形式的冪級数についても同様の分解が可能であることがわかる。
例としてこの定理を
p 進整数環に適用してみる。すると、p 進数を係数とする任意の冪級数
f (z)
は、冪級数環における可逆元
u(z)
と特殊多項式
p(z)
と1つ選んだ素元
π を使って
πn·u(z)·p(z)
と一意的に分解できることがわかる。
岩澤理論では、ワイエルシュトラスの予備定理と除法定理を環
{\displaystyle \mathbf {Z} _{p}[[t]]}（この環は岩澤代数とも呼ばれている）に適用することにより、
この環上の有限生成加群の具体的な記述を得ている。

## テイト代数
完備な非アルキメデス局所体 k 上のテイト代数
{\displaystyle T_{n}(k)=\left\{\sum _{\nu _{1},\dotsc ,\nu _{n}\geq 0}a_{\nu _{1},\dotsc ,\nu _{n}}X_{1}^{\nu _{1}}\dotsm X_{n}^{\nu _{n}}:|a_{\nu _{1},\dotsc ,\nu _{n}}|\to 0{\text{ for }}\nu _{1}+\dotsb +\nu _{n}\to \infty \right\}}
についてもワイエルシュトラスの予備定理がある。この環はリジッド幾何学の基本的な構成要素である。環
{\displaystyle T_{n}(k)}
にワイエルシュトラスの予備定理を適用することにより、例えばこの環がネーターであることがわかる。